# Mizuzokusei no Mahōtsukai
Mizuzokusei no Mahōtsukai (水属性の魔法使い?) es una serie de novelas ligeras japonesas escritas por Tadashi Kudou e ilustradas por Hana Amano. Inicialmente comenzó a serializarse en el sitio web de publicación de novelas generadas por usuarios Shōsetsuka ni Narō en abril de 2020. Más tarde fue adquirida por TO Books, que comenzó a publicarla bajo su sello TO Bunko en marzo de 2021. Una adaptación al manga ilustrada por Bokutengo comenzó a serializarse en el sitio web de Nico Nico Seiga bajo la marca Comic Corona de TO Books el 20 de septiembre de 2021. Una adaptación televisiva de la serie de anime producida por Typhoon Graphics y Wonderland se estrenó en julio de 2025.

## Sinopsis
Ryō está encantado de reencarnarse en el fantástico mundo de Phi, donde cree que podrá vivir una vida tranquila aprendiendo a usar su nueva magia acuática. Sin embargo, dejarse llevar aquí significa algo muy diferente. Ryō se enfrenta inmediatamente a las tierras salvajes en las que termina y a la multitud de monstruos mortales que habitan en el remoto subcontinente. Uno pensaría que se olvidaría de tomarse las cosas con calma cuando se encuentra atrapado luchando por su vida, pero por suerte para Ryō, es naturalmente optimista, inteligente y bendecido con el rasgo oculto de la "Eterna Juventud". Veinte años pasan en un abrir y cerrar de ojos, y cada encuentro en el camino lo empuja un paso más cerca de la cima de la magia humana. Lo que no se da cuenta es que ese es solo el capítulo inicial de su historia. Un encuentro fatídico pronto empuja a Ryō al frente de la historia, cambiando para siempre el curso de su vida...
Así comienzan las aventuras del mago de agua más fuerte que el mundo haya visto jamás, ¡a quien también le gusta hacer las cosas a su propio ritmo!

## Personajes
Ryō (涼?)
 Seiyū: Ayumu Murase
Abel (アベル Aberu?)
 Seiyū: Kazuki Ura
Sera (セーラ?)
 Seiyū: Kaede Hondo
Eto (エト?)
 Seiyū: Naoya Miyase

Amon (アモン?)
 Seiyū: Kōhei Amasaki

Lihya (リーヒャ Rīhya?)
 Seiyū: Kaori Ishihara

Rin (リン?)
 Seiyū: Sara Matsumoto

Hugh McGrath (ヒュー・マクグラス Hyū Makugurasu?)
 Seiyū: Satoshi Mikami

Nina (ニーナ Nīna?)
 Seiyū: Miku Itō

Michael (ミカエル Mikaeru?)
 Seiyū: Takehito Koyasu

Lewin (ルウィン Ruuin?)
 Seiyū: Hōchū Ōtsuka

## Contenido de la obra

### Novelas ligeras
La novela ligera fue escrita por Tadashi Kudou, Mizuzokusei no Mahōtsukai comenzó a serializarse en el sitio web de publicación de novelas generadas por usuarios Shōsetsuka ni Narō el 1 de abril de 2020. Más tarde fue adquirido por TO Books, que comenzó a publicarlo con ilustraciones de Nokito bajo su sello de novelas ligeras TO Bunko el 10 de marzo de 2021. Los volúmenes posteriores presentan ilustraciones de Mebaru (para los volúmenes 3 a 6) y Hana Amano (para el volumen 7 en adelante). Se han publicado trece volúmenes a partir del 19 de marzo de 2025.
| Parte 1 |                         |                        |
| 1       | 10 de marzo de 2021     | ISBN 978-4-86-699168-9 |
| 2       | 19 de junio de 2021     | ISBN 978-4-86-699225-9 |
| 3       | 20 de noviembre de 2021 | ISBN 978-4-86-699371-3 |
| 4       | 10 de marzo de 2022     | ISBN 978-4-86-699469-7 |
| 5       | 20 de agosto de 2022    | ISBN 978-4-86-699641-7 |
| 6       | 20 de febrero de 2023   | ISBN 978-4-86-699773-5 |
| 7       | 20 de julio de 2023     | ISBN 978-4-86-699773-5 |
| Parte 2 |                         |                        |
| 8       | 20 de octubre de 2023   | ISBN 978-4-86-699979-1 |
| 9       | 15 de enero de 2024     | ISBN 978-4-86-794050-1 |
| 10      | 15 de enero de 2024     | ISBN 978-4-86-794164-5 |
| 11      | 16 de julio de 2024     | ISBN 978-4-86-794252-9 |
| 12      | 15 de enero de 2025     | ISBN 978-4-86-794426-4 |
| Parte 3 |                         |                        |
| 13      | 19 de marzo de 2025     | ISBN 978-4-86-794510-0 |
| 14      | 20 de junio de 2025     | ISBN 978-4-86-794600-8 |

### Manga
Una adaptación al manga ilustrada por Bokutengo comenzó a serializarse en el sitio web de Nico Nico Seiga bajo la marca Comic Corona de TO Books el 20 de septiembre de 2021. Los capítulos del manga se recopilaron en cinco volúmenes tankōbon a partir de julio de 2024.
| Volúmenes de manga publicados | Volúmenes de manga publicados | Volúmenes de manga publicados |
| Número                        | Fecha de lanzamiento          | ISBN                          |
| ----------------------------- | ----------------------------- | ----------------------------- |
| 1                             | 15 de marzo de 2022           | ISBN 978-4-86-699475-8        |

### Anime
El 10 de enero de 2025 se anunció una adaptación de la serie de televisión de anime. La serie está producida por Typhoon Graphics y Wonderland y dirigida por Hideyuki Satake, con guiones escritos por Jun Kumagai y diseños de personajes de Yūka Kozutsumi. Se estrenará en TBS el 4 de julio de 2025. El tema de apertura es "Blue Motion" interpretado por Meiyo Densetsu, mientras que el tema de cierre es "Tayutau Mamani" interpretado por Misaki. Crunchyroll transmitirá la serie en América del Norte, América Central, América del Sur, Europa, África, Oceanía, Oriente Medio, CEI e India.